# Dieter Kalt
Dieter Kalt junior (* 26. Juni 1974 in Klagenfurt am Wörthersee) ist ein ehemaliger österreichischer Eishockeyspieler, der zuletzt beim EC KAC unter Vertrag stand. Er war Kapitän der österreichischen Nationalmannschaft. Derzeit ist er für den Klagenfurter AC als Director of Hockey Operations tätig.

## Karriere

### Ausbildung beim KAC
Dieter Kalt begann seine Karriere im Nachwuchs des Kärntner Elite-Klubs EC KAC. Er durchlief die komplette Ausbildung des Vereins und konnte viele Nachwuchsmeistertitel gewinnen. Durch die internationalen Beziehungen seines Vaters, Dieter Kalt senior, nahm er an vielen führenden Trainingscamps in den „Eishockeyländern“ USA, Tschechoslowakei, UdSSR (Sowjetunion) und Kanada teil.
Mit 14 Jahren wurde Dieter Kalt erstmals in das Schülerteam (U17) der österreichischen Nationalmannschaft einberufen. Sein Debüt im Teamdress gab er bei einem Turnier im niederländischen Tilburg. In den folgenden Jahren nahm er an zahlreichen Nachwuchseuropa- und Weltmeisterschaften in Polen, Italien, Frankreich, Norwegen und Rumänien teil.

### Profikarriere

#### Als Spieler
Im Jahr 1990 wurde Dieter Kalt zum ersten Mal in die Seniorenmannschaft des KAC berufen, mit der er in der Saison 1990/91 die österreichische Meisterschaft gewinnen konnte. Fortan war er Stammspieler in der Profimannschaft des KAC. 1992 wurde er beim CHL Import Draft von den Oshawa Generals in der ersten Runde als 33. Spieler gedraftet, wechselte aber nicht nach Nordamerika. Zur Saison 1996/97 unterschrieb Kalt einen Vertrag beim deutschen Klub Adler Mannheim, mit dem er 1997 sowie ein Jahr später die Deutsche Meisterschaft gewinnen konnte.
Nach drei erfolgreichen Jahren in der Deutschen Eishockey Liga kehrte er nach Kärnten zurück und wurde mit dem Klagenfurter AC österreichischer Vizemeister. Das Play-off-Finale verloren die Klagenfurter gegen den Rivalen aus Villach in sechs Spielen mit 4:2. Um die Jahrtausendwende spielte er in Los Angeles bei den Long Beach Ice Dogs. Im Frühjahr 2000 kehrte Kalt nach Österreich zurück, spielte für den KAC in den österreichischen Play-offs und schoss die Kärntner zum Meistertitel. Im Playoff-Finale besiegte der KAC den Vorjahresgegner aus Villach mit 4:1 Siegen.
Nachdem er in der Saison 2000/01 für die Kölner Haie auf dem Eis stand, wechselte er im Sommer 2001 in die schwedische Elitserien zu Färjestad BK. Dort konnte er mit seinem neuen Klub die schwedische Meisterschaft gewinnen. Im Jahr 2004 erhielt Dieter Kalt einen Vertrag bei den Vienna Capitals, bei denen er zum Kapitän ernannt wurde und zum Führungsspieler aufstieg. Nach einem Sieg seines Teams im Playoff-Finale gegen den Klagenfurter AC gewann er mit den Capitals erneut die österreichische Meisterschaft. Es war der erste Meistertitel einer Wiener Eishockeymannschaft seit 42 Jahren.
Nach dem Titel im Jahr 2005 folgte ein Wechsel zum EC Red Bull Salzburg. Dort stand Kalt vier Jahre unter Vertrag und gewann als Kapitän in den Spielzeiten 2006/07 und 2007/08 den Meistertitel sowie 2008/09 den Vizemeistertitel. Im Frühjahr 2009 unterschrieb er bei Luleå HF einen Vertrag für die Playoffs. In der Saison 2009/10 kehrte der geborene Klagenfurter wieder in seine Geburtsstadt zurück und spielte bis zur Saison 2011/12 für seinen Heimatverein EC KAC.
Nachdem Kalt das Vertragsangebot des KAC aus finanziellen Gründen ausgeschlagen hatte und er keine weiteren Angebote bekommen hatte, gab er am 20. September 2012 sein Karriereende bekannt.

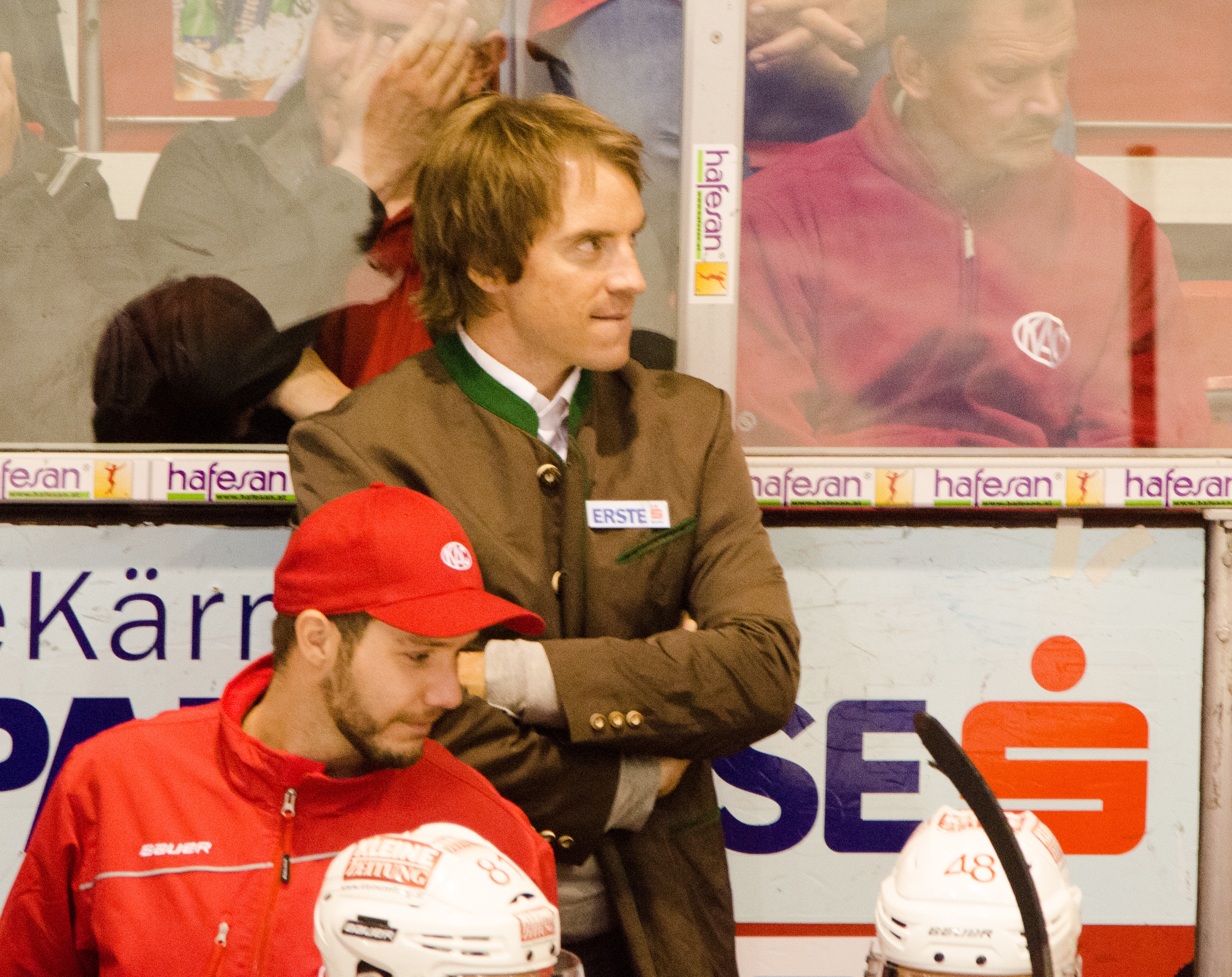
Dieter Kalt als Co-Trainer des EC KAC, September 2013

### International
Im Juniorenbereich spielte Kalt für Österreich bei den U18-B-Europameisterschaften 1990, 1991, als er Topscorer und Torschützenkönig des Turniers war, und 1992 sowie bei den U20-B-Weltmeisterschaften 1991, 1992, 1993 und 1994.
Mit der A-Nationalmannschaft Österreichs, in der er am 10. November 1992 in seiner Geburtsstadt Klagenfurt beim 2:4 im Freundschaftsspiel gegen Kanada debütierte, spielte er zunächst bei den A-Weltmeisterschaften 1993, 1994, 1995, 1996, 1998, 1999 und 2000 sowie der B-Weltmeisterschaft 1997. Nach der Umstellung auf das heutige Divisionensystem war er bei den Weltmeisterschaften der Top-Division 2001, 2002, 2003, 2004, 2005 und 2007 sowie der Division I 2006 und 2008, als er als Torschützenkönig (gemeinsam mit seinem Landsmann Thomas Vanek) und Topscorer (gemeinsam mit seinem Landsmann Oliver Setzinger und dem Briten Greg Chambers) auch zum besten Stürmer des Turniers gewählt wurde. Zudem vertrat er seine Farben bei den Qualifikationsturnieren für die Olympischen Winterspiele 1998, 2006 und 2010 und den Winterspielen 1994 in Lillehammer, 1998 in Nagano und 2002 in Salt Lake City.

#### Als Trainer und Funktionär
Im September 2012 übernahm Kalt den Posten des Co-Trainers bei der österreichischen U20-Nationalmannschaft. Cheftrainer war zu diesem Zeitpunkt Jason O’Leary. Zudem war er parallel Co-Trainer des KAC, ehe er im Sommer 2014 zum Nachwuchsleiter des KAC ernannt wurde. Nach zwei Jahren als Director of Player Development beim KAC war er dort ab 2016 Director of Hockey Operations. Im Jahr 2018 verließ Kalt – nach 26 Jahren als Nachwuchsspieler, Profi, Co-Trainer, Nachwuchsleiter und Head of Hockey Operations – den KAC.
Bei der Junioren-Weltmeisterschaft 2014 fungierte er als Cheftrainer der österreichischen U20. Bei verschiedenen Weltmeisterschaftsturnieren war er zudem als Assistenzcoach der Herren-Auswahlmannschaft tätig.
Seit dem Ausscheiden vom KAC im Jahr 2018 tritt Kalt mit seinem eigenen Unternehmen vermehrt als Motivationsredner und Key Speaker in Erscheinung.

## Erfolge und Auszeichnungen
| - 1991 Topscorer und Torschützenkönig bei der U18-B-Europameisterschaft - 1991 Österreichischer Meister mit dem EC KAC - 1997 Aufstieg in die A-Gruppe bei der B-Weltmeisterschaft - 1997 & 1998 Deutscher Meister mit den Adler Mannheim - 2000 Österreichischer Meister mit dem EC KAC - 2002 Schwedischer Meister mit Färjestad BK - 2005 Österreichischer Meister mit den Vienna Capitals | - 2006 Aufstieg in die Top-Division bei der Weltmeisterschaft der Division I, Gruppe B - 2007 & 2008 Österreichischer Meister mit EC Red Bull Salzburg - 2007 Beste Plus/Minus-Bilanz der Österreichischen Eishockey-Liga - 2008 Aufstieg in die Top-Division bei der Weltmeisterschaft der Division I, Gruppe A - 2008 Bester Stürmer, Topscorer und Torschützenkönig bei der Weltmeisterschaft der Division I, Gruppe A - 2013 Österreichischer Meister mit dem EC KAC (als Assistenztrainer) |

## Sonstiges
- Dieter Kalt hat einen Halbbruder, Lukas Kalt (* 1995), der im Nachwuchs des EC Red Bull Salzburg und im österreichischen U-15-Nationalteam spielte, jedoch nie den Sprung in den Profibereich schaffte.
- Der Vater von Dieter Kalt ist der ÖEHV-Präsident, Dieter Kalt senior.
- 2005 kam Christine Rettls Buch Kalt – eiskalt heraus, indem sie die Karriere und das Leben von Dieter Kalt beschreibt.
- Dieter Kalt ist mit 197 Spielen direkt hinter Martin Ulrich (228) auf Platz 2 der Spieler mit den meisten Seniorenländerspiele.

## Karrierestatistik
(Legende zur Spielerstatistik: Sp oder GP = absolvierte Spiele; T oder G = erzielte Tore; V oder A = erzielte Assists; Pkt oder Pts = erzielte Scorerpunkte; SM oder PIM = erhaltene Strafminuten; +/− = Plus/Minus-Bilanz; PP = erzielte Überzahltore; SH = erzielte Unterzahltore; GW = erzielte Siegtore; 1 Play-downs/Relegation; Kursiv: Statistik nicht vollständig)